# Stadion Žuknica
Het Stadion Žuknica is een multifunctioneel stadion in Kostrena, een plaats in Kroatië. 
In het stadion is plaats voor een ongeveer 3.000 toeschouwers. Het stadion werd geopend in 1995. Het werd gerenoveerd in 1993.
Het stadion wordt vooral gebruikt voor voetbalwedstrijden, de voetbalclub NK Pomorac Kostrena maakt gebruik van dit stadion. In 2017 vonden er wedstrijden plaats op het Europees kampioenschap voetbal mannen onder 17 van 2017. Er waren zes groepswedstrijden.
Stadion Aldo Drosina (NK Istra 1961) ·
Gradski Stadion (NK Slaven Belupo) ·
Stadion Rujevica (HNK Rijeka) ·
Stadion Kranjčevićeva (NK Lokomotiva Zagreb) ·
Maksimirstadion (GNK Dinamo Zagreb) ·
Opus Arena (NK Osijek) ·
Stadion Kranjčevićeva (NK Rudeš) ·
Poljudstadion (HNK Hajduk Split) ·
Gradski Stadion (HNK Gorica) ·
Varteksstadion (NK Varaždin)
Stadion BSK (BSK Bijelo Brdo) · 
Cibaliastadion (Cibalia Vinkovci) ·
Stadion Marijan Šuto Mrma (NK Croatia Zmijavci) ·
Stadion NŠC Stjepan Spajić (NK Dubrava) ·
Stadion Hrvatski vitezovi (NK Dugopolje) ·
Ivan Laljak-Ivićstadion (NK Jarun) ·
Stadion Krimeja (HNK Orijent) ·
Stadion sv. Josipa Radnika (NK Sesvete) ·
Stadion Hrvatski vitezovi (NK Solin) ·
Stadion Šubićevac (HNK Šibenik) ·
Stadion u Borovu naselju (HNK Vukovar 1991) ·
Stadion Gradski vrt (NK Zrinski Osječko 1664)